# Прапор Яворівського району
Пра́пор Я́ворівського райо́ну затверджений рішенням Яворівської районної ради від 11.01.2002 р. № 212. Автор проекту прапора  — А. Гречило.

## Опис
Прапор Яворівського району: прямокутне полотнище, зі співвідношенням сторін 2:3, що складається з трьох вертикальних смуг — темно-синьої, жовтої і темно-синьої (співвідношення їхніх ширин — 1:3:1), на жовтому полі — стилізований зелений листок явора. 

## Значення символіки
Яворовий лист є номінальним символом і вказує на назву району. Зелений колір означає багаті ліси, жовтий — щедрі поля, а синій — озера та річки району.